# Anodonthyla montana
Anodonthyla montana är en groddjursart som beskrevs av Angel 1925. Anodonthyla montana ingår i släktet Anodonthyla och familjen Microhylidae. IUCN kategoriserar arten globalt som sårbar. Inga underarter finns listade i Catalogue of Life.

## Bildgalleri

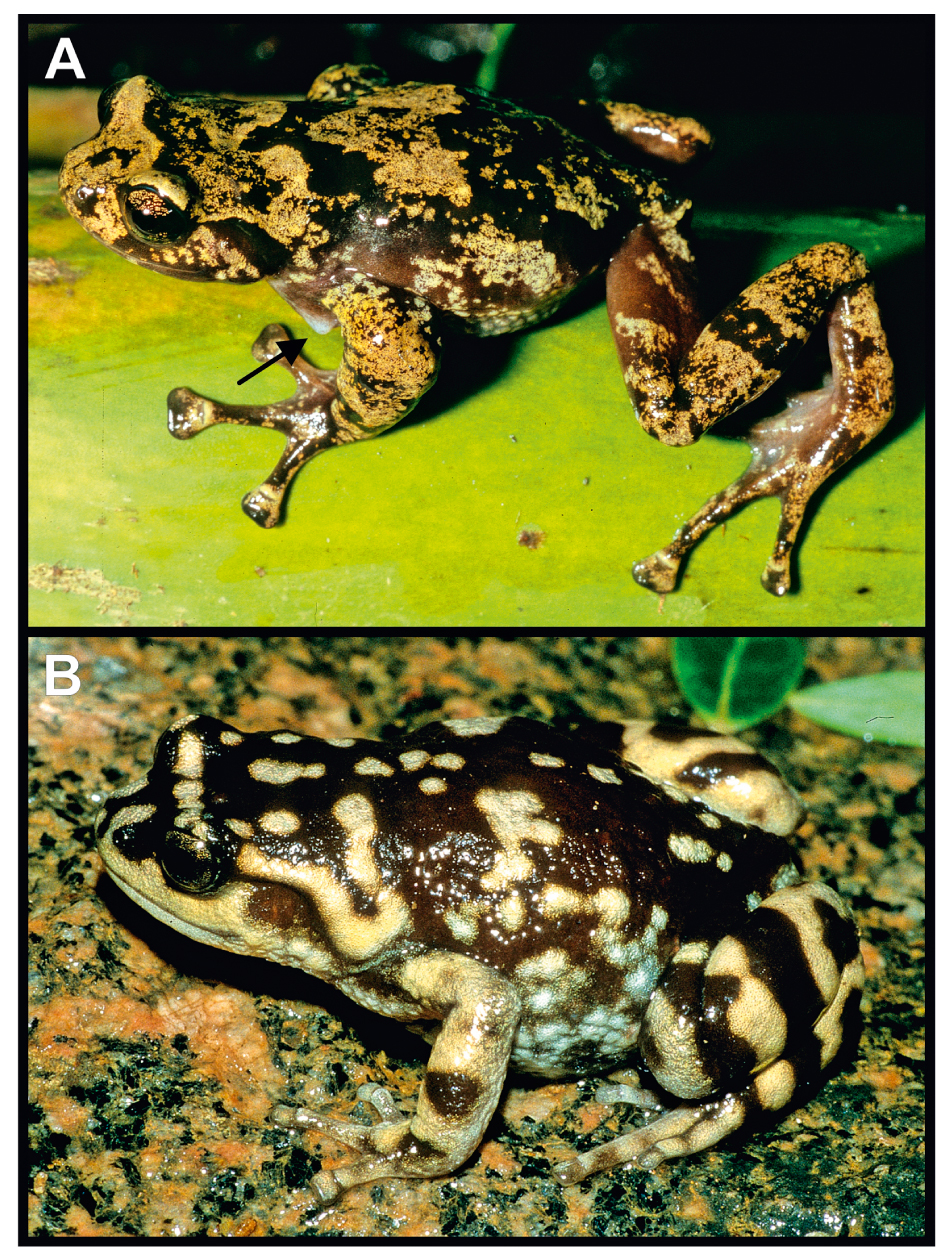